# 甘肃沙拐枣
甘肃沙拐枣（学名：Calligonum chinense）为蓼科沙拐枣属的植物，是中国的特有植物。分布于中国大陆的甘肃、新疆等地，生长于海拔1,000米至1,500米的地区，多生在流动沙丘、半固定沙丘及沙砾荒漠，目前尚未由人工引种栽培。